# Rhagovelia knighti
Rhagovelia knighti är en insektsart som beskrevs av Drake och Harris 1927. Rhagovelia knighti ingår i släktet Rhagovelia och familjen vattenlöpare. Inga underarter finns listade i Catalogue of Life.